# Resolució 1181 del Consell de Seguretat de les Nacions Unides
La Resolució 1181 del Consell de Seguretat de les Nacions Unides fou adoptada per unanimitat el 13 de juliol de 1998. Després de recordar totes les resolucions anteriors sobre la situació a Sierra Leone, el Consell va establir la Missió d'Observació de les Nacions Unides a Sierra Leone (UNOMSIL) per controlar la seguretat militar i la seguretat de la situació al país durant un període inicial de sis mesos fins al 13 de gener de 1999.
El Consell de Seguretat va acollir amb beneplàcit els esforços del govern de Sierra Leone per restablir la pau i la seguretat al país, inclòs el procés democràtic i la reconciliació nacional i va reconèixer el paper de la Comunitat Econòmica dels Estats de l'Àfrica Occidental (ECOWAS) durant aquest procés. Va seguir preocupat per la pèrdua de vides i el sofriment de persones desplaçades i refugiats, especialment nens, com a resultat d'atacs rebels.
La resolució va condemnar la resistència contínua al govern legítim i la població civil pels restes de l'antiga junta militar i del Front Revolucionari Unit (RUF), i va demanar als dos que abandonessin les armes immediatament. Un informe del Secretari General Kofi Annan va proposar l'establiment de l'operació de manteniment de la pau UNOMSIL.
Per tant, el Consell va establir la UNOMSIL per un període inicial de sis mesos fins al 13 de gener de 1999, compost per fins a 70 observadors militars, una petita unitat mèdica i un personal de suport, amb un mandat per:
(a) supervisar la situació de seguretat al país;
(b) supervisar el paper del grup de seguiment de l'ECOMOG i el desarmament i desmobilització dels excombatents;
(c) ajudar a controlar el respecte pel dret internacional humanitari;
(d) supervisar el desarmament voluntari de les Forces de Defensa Civil.
La UNOMSIL estarà encapçalada per l'Enviat Especial del Secretari General que seria el representant especial del Secretari General per a Sierra Leone. Es va destacar una estreta cooperació entre la UNOMSIL i l'ECOMOG, i es va instar a les parts de Sierra Leone a garantir la seguretat del personal i organitzacions de les Nacions Unides per a la prestació d'ajuda humanitària. Observant que es produïen fluxos il·legals d'armes, es va instar a tots els estats a observar estrictament l'embargament d'armes contra les forces no governamentals a Sierra Leone, d'acord amb la Resolució 1171 (1998). El Govern de Sierra Leone va coordinar una resposta més efectiva a les necessitats dels nens afectats pel conflicte.
Finalment, es va demanar al Secretari General que presentés els informes en un termini de 30 dies i cada 60 dies després de l'aplicació de la resolució actual i el progrés de la UNOMSIL en el compliment del seu mandat.